# Find Me Falling
Find Me Falling ist eine US-amerikanisch-zypriotische romantische Komödie von Stelana Kliris aus dem Jahr 2024. Der Film hatte seine Premiere am 19. Juli 2024 auf Netflix.

## Handlung
John Allman hatte mit Girl on the Beach vor Jahren einen riesigen Hit, doch danach ging die Karriere bergab. Er entschloss sich nach dem letzten, erfolglosen Album eine Auszeit zu nehmen und kaufte ein kleines Häuschen auf der Insel Zypern. Frisch eingezogen muss er feststellen, dass er sich einen Selbstmord-Hotspot ausgesucht hat. Als sich ein Mann vor seinen Augen in den Tod stürzt, ist er schockiert und beschließt einen Zaun zu bauen. Kurz nach dem Drama freundet er sich mit dem Polizisten Manoli an, der ihn in den kleinen Ort einführen (und verkuppeln) will. 
Sein Essen lässt er sich liefern und trifft dabei die junge Melina, mit der er kurz flirtet. Als er schließlich von Manoli in die Gesellschaft eingeführt wird, erfährt er, dass Melina neben ihrem Job im Lebensmittelgeschäft ihrer Tante auch noch Sängerin ist. Bei einem anschließenden Treffen wird er weiteren wichtigen Personen des Ortes vorgestellt. Schnell ist allen klar, dass es sich bei ihm um einen Rockstar handelt. Überraschend stellt er fest, dass unter den Personen auch Sia ist. Sie ist die Frau, die ihm das Herz gebrochen hat und für die er Girl on the Beach geschrieben hatte. Die Liebe der beiden flammt auf und sie verbringen die Nacht zusammen. Am nächsten Morgen schleicht sich Sia nach Hause. John lädt sie zum Essen ein.
Als die neue Essenslieferung kommt, überredet ihn Melina, zusammen zu jammen und er überredet sie, für ihn und Sia zu kochen. Dabei stellt er ihr einen neuen Song vor: Find Me Falling. Als Sia auftaucht, ist diese entsetzt, ihre Tochter Melina bei John zu finden und verbietet ihr jeden Umgang mit ihm. Es stellt sich heraus, dass Melina seine Tochter ist, die Sia vor ihm geheim hielt. Am Abend in der Bar überredet Melina ihn, zusammen mit ihr Girl on the Beach zu intonieren. Betrunken und wütend dichtet er den Text um und enthüllt Melina, dass sie seine Tochter ist und ihre Mutter sie jahrelang angelogen hat. Im Anschluss kommt es zu einem Streit zwischen allen Beteiligten.
Während Melinas Großmutter das Familienleben wieder richtet, zieht sich John zurück. Eines Abends findet er jedoch eine junge Frau vor seinem Haus, die sich umbringen will. Er überredet die hochschwangere Studentin Anna, die Nacht in seinem Haus zu verbringen. Am nächsten Morgen bringt er sie zu ihren Eltern und muss feststellen, das ihr Vater Manoli ist. Er vermittelt im folgenden Familienzwist und ist auch bei der Geburt des Kindes mit dabei.
Im Anschluss plant er Sia zurückzugewinnen und probt mit Melina das alte griechische Liebeslied S'agapo giati eisai oraia (Σ’ αγαπώ γιατί είσαι ωραία, Ich liebe dich, weil du schön bist). Er singt es vor ihrem Fenster und das ganze Dorf hilft ihm plötzlich dabei. Doch Sia öffnet nicht die Tür. Zunächst beschließt er Zypern zu verlassen und seine Karriere fortzusetzen, doch dann bekommt er einen Sinneswandel. Er schenkt Melina seinen Song Find Me Falling und stößt damit ihre Karriere an. Ein Jahr später sind er und Sia wieder ein Paar und Melina startet in den Vereinigten Staaten durch.

## Hintergrund
Der Film wurde von Mai bis November 2022 an Originalschauplätzen in Pegia und Nikosia auf Zypern gedreht. Stelana Kliris ist selbst Zypriotin. Das zypriotische Bildungsministerium und die dortige Filmkommission halfen bei der Finanzierung des Films. Ursprünglich sollte Mira Sorvino eine Rolle im Film erhalten.

## Rezeption
Der Film wurde eher schlecht bewertet. Katrin Bauer schrieb dazu auf Standard.at: „Regisseurin Stelana Kliris erhält für ihre Sommerromanze nicht gerade die besten Kritiken. Ja, stimmt schon, es ist kein neuer Houellebecq. Sondern leichte Schaukelkost. Und Harry Connick wird wohl nicht in die Ruhmeshallen der größten Schauspieler des 21. Jahrhunderts eingehen. Aber wieso nicht sommers eine Postkarte aus Zypern ansehen, wenn man selbst Urlaub zu Hause macht?“ Das Lexikon des internationalen Films urteilte: „Heiter-lakonische Feel-Good-Romanze rund um Fehler der Vergangenheit und zweite Chancen, vorhersehbar, aber solide unterhaltend durch mediterranes Lokalkolorit, einen Soundtrack zwischen Singer-Songwriter-Pop und zypriotischer Folklore und ein charmantes Ensemble, bei dem auch Wert auf plastische Nebenfiguren gelegt wird.“